# Diplecogaster megalops
Diplecogaster megalops är en fiskart som beskrevs av Briggs, 1955. Diplecogaster megalops ingår i släktet Diplecogaster och familjen dubbelsugarfiskar. Inga underarter finns listade i Catalogue of Life.